# Schaff

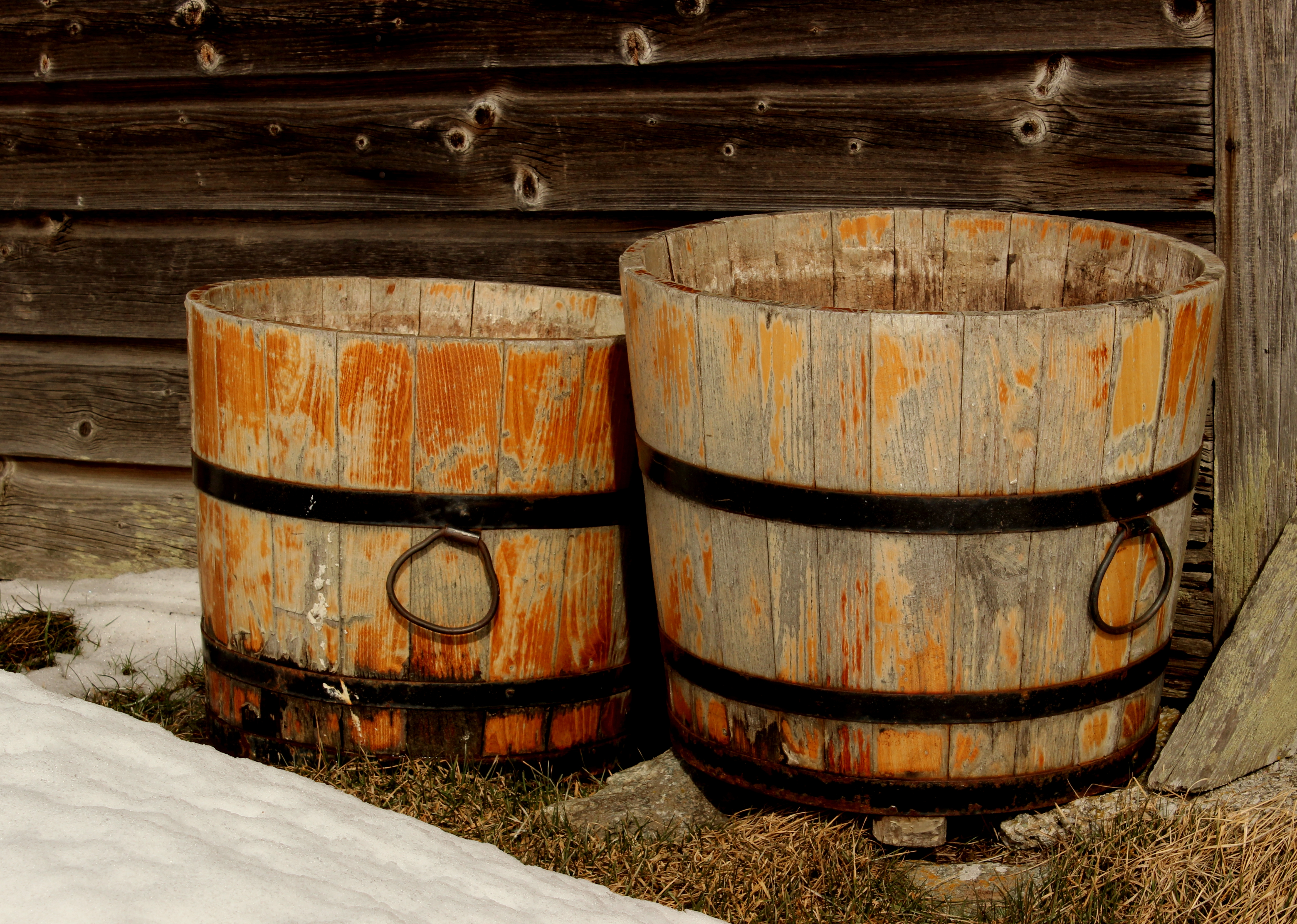
Zwei Holzschaffe

Das Schaff (oberdeutsch) ist ein meist ovaler, bis etwa 0,5 m hoher, größerer, im Allgemeinen wasserdichter Behälter aus Holz oder verzinktem Blech, der sich nach obenhin verbreitert und normalerweise keinen Deckel hat. In der Regel hat ein Schaff zwei Handgriffe zum Tragen. Ein kleines Schaff entspricht etwa einem Eimer mit 10 bis 15 Litern, ein großes kann mehrere hundert Liter Flüssigkeit aufnehmen und hat damit etwa das Volumen einer Badewanne.
In historischer Zeit diente das Schaff auch als Transportmittel und (genormtes) Maß für Getreide (Scheffel) und anderes Schüttgut. Ebenso ist die Verwendung von Schaffen bzw. ihre Bevorratung als Feuereimer im Brandfall bezeugt. So legte etwa 1470 Herzog Sigmund IV. von Österreich-Tirol in einer städtischen Feuerordnung für Bozen die Anschaffung von 25 „scheffer“ durch die örtlichen Fassbinder fest.
Der Ausdruck Schaff ist im süddeutschen Sprachraum (Bayern, Österreich) verbreitet, im Norddeutschen entspricht es etwa dem Bottich. Entsprechend lauten die Berufsbezeichnungen Schäffler und Böttcher oder Böttger. Verbreitet ist in Österreich auch der Ausdruck Schaffel, wie in der Redewendung ..Es regnet wie aus Schaffeln.
Davon begrifflich zu unterscheiden sind u. a. die artverwandten Bezeichnungen:
- der Zuber: ebenfalls offen, aber zum Anfeuern geeignet (Wäschezuber, Badezuber)
- das Fass:
  - entweder bei flüssigem Inhalt beiderseits verschlossen und liegend gelagert (für Bier, Wein oder Sekt) mit einem Zapfhahn im Spundloch an der tiefsten Stelle als Abfluss
  - oder bei Inhalt mit festen Stoffanteilen stehend und meist mit Deckel (z. B. für Sauerkraut, Essiggurken).
- die Wanne, die nur Flüssigkeiten aufnimmt, aber nicht unbedingt transportabel sein muss.